# Hospital General del Norte de Guayaquil IESS Los Ceibos
El Hospital General del Norte de Guayaquil IESS Los Ceibos, también conocido como Hospital IESS Los Ceibos, es un hospital perteneciente al Instituto Ecuatoriano de Seguridad Social (IESS). Se encuentra en la Avenida del Bombero, frente a la ciudadela Los Ceibos.

## Servicios
Cuenta con un área de hospitalización de 600 camas, y consulta externa con 35 especialidades médicas como ginecología, pediatría, medicina interna, dermatología, endocrinología, traumatología, cardiología, con 9 subespecialidades, entre ellas cirugía, emergencias, endocrinología pediátrica, neurología. Además, cuenta con 15 quirófanos.

## Historia
La construcción del hospital se planificó en el 2011, en el año 2016 se concretó su diseño final* y su construcción tardo 14 meses. Fue inaugurado el marzo del 2017, y hasta el momento de su construcción fue el hospital más grande perteneciente al IESS.

## Actualidad
Al año de funcionamiento se realizó una repotenciación del área de Unidad de Quemados. También se implementó un lactario hospitalario, en donde se extrae de manera segura la leche materna para los recién nacidos que se encuentras hospitalizados.
El hospital cuenta con un acuerdo con la Fundación Narices Rojas que son Crowns hospitalarios.
Además, se han creado y repotenciado varios servicios y unidades, como el Club de Educación Continua de Pacientes con Diabetes Tipo 1 y 2, repotenciación de la Unidad de Quemados, Unidad de Atención Integral para pacientes que viven con VIH, Estrategia de Tuberculosis, Terapia de reemplazo renal lenta continua. Cuenta con el Programa de Aulas Hospitalarias, un servicio de apoyo para niños y adolescentes que pasan largas estancias hospitalarias por sus tratamientos médicos y deben continuar su proceso educativo.
Desde marzo de 2020, esta unidad médica fue declarada Hospital Centinela, para la atención exclusiva de pacientes con sospecha o confirmación de COVID -19. Ante ello, se implementó el Servicio de Telemedicina y un espacio exclusivo para pacientes no COVI-19. Asimismo, puso en marcha el plan de contingencia en Emergencia.
Esta casa de salud no solo ha crecido en sus instalaciones, también se ha mantenido a la vanguardia de la medicina. En marzo de 2021 retomó la atención en todos sus servicios y, hasta la fecha, es parte del cambio que fortalece nuestro compromiso con la sociedad.